# Atraphaxis spinosa
Atraphaxis spinosa là một loài thực vật có hoa trong họ Rau răm. Loài này được L. mô tả khoa học đầu tiên năm 1753.